# Вишњева (Сјеница)
Вишњева је село у Србији у општини Сјеница у Златиборском округу. Према попису из 2022. било је 29 становника (према попису из 1991. било је 79 становника).

## Демографија
У насељу Вишњева живи 48 пунолетних становника, а просечна старост становништва износи 41,8 година (39,5 код мушкараца и 45,8 код жена). У насељу има 16 домаћинстава, а просечан број чланова по домаћинству је 3,50.
Ово насеље је у потпуности насељено Србима (према попису из 2002. године).
|  |

| Демографија | Демографија | Демографија |
| Година      | Становника  | Становника  |
| ----------- | ----------- | ----------- |
| 1948.       | 150         |             |
| 1953.       | 167         |             |
| 1961.       | 157         |             |
| 1971.       | 118         |             |
| 1981.       | 115         |             |
| 1991.       | 79          | 79          |
| 2002.       | 56          | 60          |

| Етнички састав према попису из 2002.‍ | Етнички састав према попису из 2002.‍ | Етнички састав према попису из 2002.‍ | Етнички састав према попису из 2002.‍ | Етнички састав према попису из 2002.‍ |
| ------------------------------------ | ------------------------------------ | ------------------------------------ | ------------------------------------ | ------------------------------------ |
|                                      |                                      |                                      |                                      |                                      |
| Срби                                 | Срби                                 |                                      | 56                                   | 100,0%                               |
| непознато                            | непознато                            |                                      | 0                                    | 0,0%                                 |

| Година пописа     | 1948. | 1953. | 1961. | 1971. | 1981. | 1991. | 2002. |
| ----------------- | ----- | ----- | ----- | ----- | ----- | ----- | ----- |
| Број домаћинстава | 31    | 33    | 27    | 21    | 23    | 20    | 16    |

| Број чланова      | 1 | 2 | 3 | 4 | 5 | 6 | 7 | 8 | 9 | 10 и више | Просек |
| ----------------- | - | - | - | - | - | - | - | - | - | --------- | ------ |
| Број домаћинстава | 2 | 2 | 3 | 7 | 0 | 1 | 1 | 0 | 0 | 0         | 3,50   |

| Пол    | Укупно | Неожењен/Неудата | Ожењен/Удата | Удовац/Удовица | Разведен/Разведена | Непознато |
| ------ | ------ | ---------------- | ------------ | -------------- | ------------------ | --------- |
| Мушки  | 32     | 18               | 13           | 1              | 0                  | 0         |
| Женски | 21     | 4                | 13           | 4              | 0                  | 0         |
| УКУПНО | 53     | 22               | 26           | 5              | 0                  | 0         |

| Пол    | Укупно                    | Пољопривреда, лов и шумарство | Рибарство                            | Вађење руде и камена | Прерађивачка индустрија       |
| ------ | ------------------------- | ----------------------------- | ------------------------------------ | -------------------- | ----------------------------- |
| Мушки  | 18                        | 14                            | 0                                    | 0                    | 1                             |
| Женски | 8                         | 8                             | 0                                    | 0                    | 0                             |
| УКУПНО | 26                        | 22                            | 0                                    | 0                    | 1                             |
| Пол    | Производња и снабдевање   | Грађевинарство                | Трговина                             | Хотели и ресторани   | Саобраћај, складиштење и везе |
| Мушки  | 0                         | 0                             | 0                                    | 0                    | 0                             |
| Женски | 0                         | 0                             | 0                                    | 0                    | 0                             |
| УКУПНО | 0                         | 0                             | 0                                    | 0                    | 0                             |
| Пол    | Финансијско посредовање   | Некретнине                    | Државна управа и одбрана             | Образовање           | Здравствени и социјални рад   |
| Мушки  | 0                         | 0                             | 1                                    | 0                    | 0                             |
| Женски | 0                         | 0                             | 0                                    | 0                    | 0                             |
| УКУПНО | 0                         | 0                             | 1                                    | 0                    | 0                             |
| Пол    | Остале услужне активности | Приватна домаћинства          | Екстериторијалне организације и тела | Непознато            | Непознато                     |
| Мушки  | 0                         | 0                             | 0                                    | 2                    | 2                             |
| Женски | 0                         | 0                             | 0                                    | 0                    | 0                             |
| УКУПНО | 0                         | 0                             | 0                                    | 2                    | 2                             |

## Занимљивости
Ово село се налази на 22 километра од Сјенице. Село је веома ретко насељено, куће се налазе на веома великим удаљеностима. Карактеристично за ово село јесте планина Гиљева, која је током целог лета препуна номада сточара, који чувају своја стада. С обзиром да у селу још увек није стигла струја до свих кућа и путеви нису у најбољем стању, житељи овог села долазе у своје колибе и брвнаре само током летњих месеци, а онда се враћају у своја села до следећег лета. У овом селу постоје млади људи, који су остали поред својих родитеља и настављају исти начин живота који су водили њихови родитељи, без могућности да се ожене и заснују породицу.
1. ↑  „Књига 9”. Становништво, упоредни преглед броја становника 1948, 1953, 1961, 1971, 1981, 1991, 2002, подаци по насељима (PDF). webrzs.stat.gov.rs. Београд: Републички завод за статистику. мај 2004. ISBN 86-84433-14-9.
2. ↑  „Књига 1”. Становништво, национална или етничка припадност, подаци по насељима. webrzs.stat.gov.rs. Београд: Републички завод за статистику. фебруар 2003. ISBN 86-84433-00-9.
3. ↑  „Књига 2”. Становништво, пол и старост, подаци по насељима. webrzs.stat.gov.rs. Београд: Републички завод за статистику. фебруар 2003. ISBN 86-84433-01-7.